# Ryszard Fabiszewski
Ryszard Fabiszewski (ur. 15 maja 1952 w Gorzowie Wielkopolskim) – polski żużlowiec.
Brązowy medalista Młodzieżowych Indywidualnych Mistrzostw Polski (Tarnów 1974), zdobywca II miejsca w turnieju o Srebrny Kask (1975), zwycięzca turnieju o Łańcuch Herbowy Miasta Ostrowa Wielkopolskiego (Ostrów Wielkopolski 1976) oraz zdobywca III miejsca w Memoriale Alfreda Smoczyka (Leszno 1978). Srebrny medalista Drużynowych Mistrzostw Świata (Wrocław 1977). Dwukrotnie awansował do Finałów Kontynentalnych (eliminacji Indywidualnych Mistrzostw Świata): Togliatti 1974 – IX miejsce, Praga 1978 – XIV miejsce.
W rozgrywkach o Drużynowe Mistrzostwo Polski reprezentował kluby Stali Gorzów Wielkopolski (1971–1978, 1980–1982) oraz Polonii Bydgoszcz (1983–1984), zdobywając 9 medali: 5 złotych (1973, 1975, 1976, 1977, 1978), 3 srebrne (1971, 1974, 1981) i brązowy (1982) – wszystkie w barwach gorzowskiej drużyny. Był również dwukrotnym medalistą Drużynowego Pucharu Polski (1979 – srebrnym, 1980 – brązowym).